# Иванов, Дмитрий Андреевич
Дмитрий Андреевич Иванов — советский хозяйственный и государственный деятель, Герой Социалистического Труда.

## Биография
Родился в 1917 году в деревне Медвежка. Член КПСС.
Участник Великой Отечественной войны: второй наводчик орудия 40-й гвардейской отдельной зенитной батареи 34-й гвардейской стрелковой дивизии 28-й армии Южного фронта, командир орудия 281-го зенитно-артиллерийского полка 15-й зенитной дивизии Резерва главного командования 4-го Украинского фронта
В 1946—1977 — слесарь, комбайнёром в совхозе «Элита» Москаленского района, слесарь, заведующий гаражом в совхозе «Лузинский» Омского района, комбайнёр совхоза «Сибиряк» Русско-Полянского района Омской области.
Указом Президиума Верховного Совета СССР от 23 июня 1966 года присвоено звание Героя Социалистического Труда с вручением ордена Ленина и золотой медали «Серп и Молот».
Делегат XXIII съезда КПСС.
Умер в 1994 году в Русско-Полянском районе Омской области.

## Награды и звания
- Герой Социалистического Труда (23.06.1966)
- Орден Ленина (23.06.1966)
- Орден Отечественной войны I степени (23.03.1943)
- Орден Отечественной войны II степени (23.02.1943, 06.04.1985)